# 硝子のジョニー 野獣のように見えて
『硝子のジョニー 野獣のように見えて』（がらすのジョニー やじゅうのようにみえて）は、1962年9月30に公開された日活製作の映画、蔵原惟繕監督作品。
アイ・ジョージのヒット曲『硝子のジョニー』の映画化。

## ストーリー
稚内で貧しい昆布採り漁師の家に生まれた、みふねは障害を持つため、家業の手伝いさえもままならない。そんな理由で秋本というたまころがしの男に売られてしまう。目的地へ連れられる途中、みふねは逃げ出すことに成功し、函館行きの列車に乗り込む。そこで見ず知らずのジョーという男に助けられるが、やがて秋本が逃げてみふねを追ってやってくる。

## 配役
- 宍戸錠 : ジョー
- 芦川いづみ : 深沢みふね
- アイ・ジョージ : 秋本孝二
- 平田大三郎 : 宏
- 武智豊子 : おきく
- 松本典子 : 和子
- 和田悦子 : よしえ
- 玉村駿太郎 : 遺骨を持った男
- 中台祥浩 : 刑事
- 阪井幸一朗 : 警官
- 桂木洋子 : 千春
- 田中筆子 : みふねの母
- 南田洋子 : 由美

## スタッフ等
- 監督 : 蔵原惟繕
- 脚本 : 山田信夫
- 製作 : 水の江瀧子
- 撮影 : 間宮義雄
- 音楽 : 黛敏郎
- 編集 : 鈴木晄
- 助監督 : 藤田繁矢

## 併映作品
- 『サラリーマン物語 敵は幾万ありとても』